# Charles Henry Somerset
Charles Henry Somerset (født 12. december 1767 i Badminton, Gloucestershire, død 18. februar 1831 i Brighton) var en britisk guvernør af Kapkolonien i Sydafrika fra 1814 til 1826.
Somerset ekspanderede politikken som blev etableret af Du Pré Alexander i 1809 med at forebyge khoikhoierne og andre sorte i at forlade sine tilviste hjem. De måtte også altid bære rejsedokumenter som blev udstedt af de britiske myndigheder i Cape Town. Dette var de første officielle tiltag som skulle blive apartheid i det 20. århundrede da rejsedokumenterne blev de "passene" berygtede. Somerset var også ansvarlig for at have startet de første forsøg på at udslette hollandsk og "kombuis hollandsk" (køkkenhollandsk eller afrikaans) fra officielle procedurer i 1822. Senere forbød briterne afrikaans fra skolerne og insisterede at instruktionerne skulle kun gives på engelsk, selv i skoler med kun afrikaans–sproglige elever.
Somerset forbød også de første engelsksprogede aviser i Cape Town og strammede ind trykkefriheden til pressen. Hans sidste år var Kapadministrationen præget af det antagelige misbrug af midler. Før han returnerede hjem til England i 1826, blev der sendt embedsmænd fra Storbritannien for at se på beskyldningerne, og flere i Somersets stab blev arresteret og sendt hjem. Somerset blev selv kaldt tilbage i 1826. Somerset var kendt af mange som den "mobbende" guvernøren og blev hadet af mange i Sydafrika, både sorte og hvide.
De tidlige forsøg på at "separere" sorte og hvide, i at tvinge sorte til at bære identifikationsdokumenter når de rejste udenfor sit umiddelbare bostedsområde, den tvungne forflytning af sorte til øde regioner som ikke var ønsket af hvide for bosætning og landbrug og henrettelsen ag sorte ufen retsafer, var de første tilløb til "apartheid" og blev kopieret af Afrikaner Broederbond efter deres dannelse som et afrikansk hemmelig samfund i 1918 som en modvægt til britisk kontrol og for at fremme afrikanerne som den kontrollerende minoritet i 1948.
Byerne Somerset West og Sommerset East i Sydafrika er opkaldt efter ham.
1. ↑  Navnet er anført på engelsk og stammer fra Wikidata hvor navnet endnu ikke findes på dansk.
2. ↑  Navnet er anført på engelsk og stammer fra Wikidata hvor navnet endnu ikke findes på dansk.
3. ↑  Navnet er anført på engelsk og stammer fra Wikidata hvor navnet endnu ikke findes på dansk.
4. ↑  Navnet er anført på engelsk og stammer fra Wikidata hvor navnet endnu ikke findes på dansk.
5. ↑  Navnet er anført på engelsk og stammer fra Wikidata hvor navnet endnu ikke findes på dansk.
6. ↑  Navnet er anført på engelsk og stammer fra Wikidata hvor navnet endnu ikke findes på dansk.
7. ↑  Navnet er anført på engelsk og stammer fra Wikidata hvor navnet endnu ikke findes på dansk.
8. ↑  Navnet er anført på engelsk og stammer fra Wikidata hvor navnet endnu ikke findes på dansk.
9. ↑  Navnet er anført på engelsk og stammer fra Wikidata hvor navnet endnu ikke findes på dansk.
10. ↑  Navnet er anført på engelsk og stammer fra Wikidata hvor navnet endnu ikke findes på dansk.